# Eduardo Morante
Eduardo Javier Morante Rosas (Vinces, 1º giugno 1987) è un ex calciatore ecuadoriano, di ruolo difensore.